# Billy Wagner
Pour les articles homonymes, voir Wagner.
William Edward Wagner (né le 25 juillet 1971 à Tannersville, Virginie, États-Unis) est un lanceur de relève gaucher ayant évolué en Ligue majeure de baseball de 1995 à 2010.
Il a été sélectionné sept fois au match des étoiles et a gagné le titre de releveur de l'année dans la Ligue nationale en 1999. Il se retire après la saison 2010 avec une moyenne de points mérités de 2,31 en carrière. et 422 sauvetages.

## Carrière

### Scolaire et universitaire
Billy Wagner frappe et lance de la main gauche. Droitier, il apprend à lancer de la gauche durant l'enfance lorsqu'il se casse le bras et doit porter un plâtre,.
Joueur au Ferrum College de Ferrum, en Virginie, Wagner est le 12e joueur sélectionné par un club de la Ligue majeure de baseball au repêchage amateur de juin 1993, et est le choix de premier tour des Astros de Houston.

### Astros de Houston
Wagner fait ses débuts dans le baseball majeur avec les Astros de Houston le 13 septembre 1995 contre les Mets de New York et a retiré le seul frappeur auquel il a lancé. Ses vrais débuts furent en 1996 quand il a joué 37 matchs, avec 9 sauvetages et 20 matchs finis. En 1997 il a joué  62 matchs, 23 sauvetages et 50 matchs finis. En 1998 il a enregistré 30 sauvetages pour la première fois dans sa carrière. 1999 fut une saison remarquable, avec 39 sauvetages, 35 coups sûrs permis en 74.1 manches, et une moyenne de points mérités de 1,57. Il a permis en moyenne 0,777 coureurs sur les buts par manche lancée. À la fin de la saison il a fini 4e lors du vote pour le trophée Cy Young, qui est gagné par Randy Johnson des Diamondbacks de l'Arizona.
Le 11 juin 2003 il lance la 9e manche d'un match sans point ni coup sûr combiné, dans lequel six lanceurs des Astros mettent en commun leurs efforts pour vaincre 8-0 les Yankees de New York au Yankee Stadium. Il s'agit de la première fois qu'un nombre aussi important de lanceurs combinent un match sans coup sûr. Wagner a retiré les trois frappeurs nécessaires pour l'assurer. Il s'agit également de la première fois en 45 ans (1958 à 2003) que les Yankees ne parviennent pas à cogner un seul coup sûr contre leurs adversaires, à ce moment la plus longue séquence de l'histoire des majeures sans qu'une équipe ne soit victime d'un match sans coup sûr.
À l'âge de 31 ans, avec 44 sauvetages et une moyenne de 1,78, 2003 fut sa dernière saison avec les Astros.

### Phillies de Philadelphie
En 2004 Wagner fut transféré aux Phillies de Philadelphie et a été blessé vers le début de la saison. Il n'a lancé que 48.1 manches, mais a accumulé 22 sauvetages. En 2005 Il a lancé 772⁄3 manches avec 38 sauvetages, sa moyenne de points mérités de 1,51 fut la meilleure de sa carrière en Ligue majeure.

### Mets de New York
Depuis 2006 Wagner joue avec les Mets de New York comme stoppeur. Lors de sa première saison il a permis 59 coups sûrs en 72.1 manches et a enregistré 40 sauvetages, la deuxième fois de sa carrière qu'il en a enregistré 40, l'autre fois étant en 2003. En 2007 il a 30 sauvetages au 8 septembre, mais a enregistré deux sabotages (sauvetages ratés) contre son ancienne équipe, les Phillies de Philadelphie.

### Red Sox de Boston
Il rejoint les Red Sox le 21 août 2009.

### Braves d'Atlanta
Le 2 décembre 2009, il signe comme agent libre un contrat d'un an avec les Braves d'Atlanta. À sa seule saison avec l'équipe, sa dernière dans le baseball majeur, il conserve une moyenne de points mérités de 1,43 en 69 manches et un tiers lancées, avec sept gains contre deux défaites. Il réussit 37 sauvetages, son plus haut total en quatre ans, bon pour le cinquième rang parmi les lanceurs de relève de la Ligue nationale. Le 29 mai, il protège une victoire contre Pirates de Pittsburgh pour devancer, avec 391 sauvetages en carrière, le membre du Temple de la renommée du baseball Dennis Eckersley au cinquième rang de tous les temps. Le 25 juin, dans un gain de 3-1 d'Atlanta à Detroit, il enregistre son 400e sauvetage en carrière, devenant le cinquième lanceur de l'histoire des majeures (et le second gaucher) à atteindre ce total.
Il joue son dernier match le 8 octobre, alors qu'il lance un tiers de manche dans le deuxième affrontement de Série de division entre Atlanta et les Giants de San Francisco et doit quitter en raison d'une blessure après avoir affronté seulement deux frappeurs. Les Braves subissent l'élimination quelques jours plus tard et voient leur saison 2010 prendre fin. Quelques jours plus tard, Wagner indique qu'il ne prévoit pas revenir au jeu la saison suivante et opte pour la retraite.

### Séries éliminatoires
En séries éliminatoires avec les Astros, les Mets et les Braves, il a une moyenne de points mérités de 10,03 avec 21 coups sûrs permis et 13 points accordés en 112⁄3 manches, y compris une défaite contre les Cardinals de Saint-Louis en 2006. Il a permis 4 coups sûrs et trois points aux Cardinals et n'a retiré que deux batteurs. Il a été crédité d'une victoire en matchs d'après-saison et enregistré trois sauvetages, tous en 2006, le premier en Série de divisions face aux Dodgers, le second en Série de championnat de la Ligue nationale contre Saint-Louis.

## Faits marquants
- Équipe des étoiles : 1999, 2001, 2003, 2005, 2007, 2008 et 2010
- Releveur de l'année (Rolaids Relief Man of the Year Award) : 1999
- A enregistré son 300e sauvetage le 4 juillet 2006 contre les Pirates de Pittsburgh

Candidat pour la première fois à l'élection au Temple de la renommée du baseball en 2016, Wagner n'est appuyé que par 10,5 % des membres de l'Association des chroniqueurs de baseball d'Amérique appelés à se prononcer, alors que la marque de 75 % est requise pour être admis au Panthéon.